# Монтіселло (Айова)
Монтіселло (англ. Monticello) — місто (англ. city) в США, в окрузі Джонс штату Айова. Населення — 4040 осіб (2020).

## Географія
Монтіселло розташоване за координатами 42°13′51″ пн. ш. 91°11′2″ зх. д. / 42.23083° пн. ш. 91.18389° зх. д. (42.230924, -91.183915).  За даними Бюро перепису населення США в 2010 році місто мало площу 16,41 км², з яких 16,30 км² — суходіл та 0,11 км² — водойми.

## Демографія
Згідно з переписом 2010 року, у місті мешкало 3796 осіб у 1693 домогосподарствах у складі 991 родини. Густота населення становила 231 особа/км².  Було 1839 помешкань (112/км²).
Расовий склад населення:
| - 98,6 % — білих - 0,3 % — чорних або афроамериканців - 0,3 % — азіатів |

До двох чи більше рас належало 0,5 %. Частка іспаномовних становила 1,3 % від усіх жителів.
За віковим діапазоном населення розподілялося таким чином: 22,3 % — особи молодші 18 років, 55,9 % — особи у віці 18—64 років, 21,8 % — особи у віці 65 років та старші. Медіана віку мешканця становила 43,3 року. На 100 осіб жіночої статі у місті припадало 90,4 чоловіків;  на 100 жінок у віці від 18 років та старших — 88,1 чоловіків також старших 18 років.
Середній дохід на одне домашнє господарство  становив 67 277 доларів США (медіана — 47 083), а середній дохід на одну сім'ю — 75 665 доларів (медіана — 60 278). За межею бідності перебувало 5,8 % осіб, у тому числі 5,8 % дітей у віці до 18 років та 10,7 % осіб у віці 65 років та старших.
Цивільне працевлаштоване населення становило 1892 особи. Основні галузі зайнятості: виробництво — 23,9 %, освіта, охорона здоров'я та соціальна допомога — 21,6 %, роздрібна торгівля — 11,8 %, будівництво — 11,4 %.